# Pierre Joatton

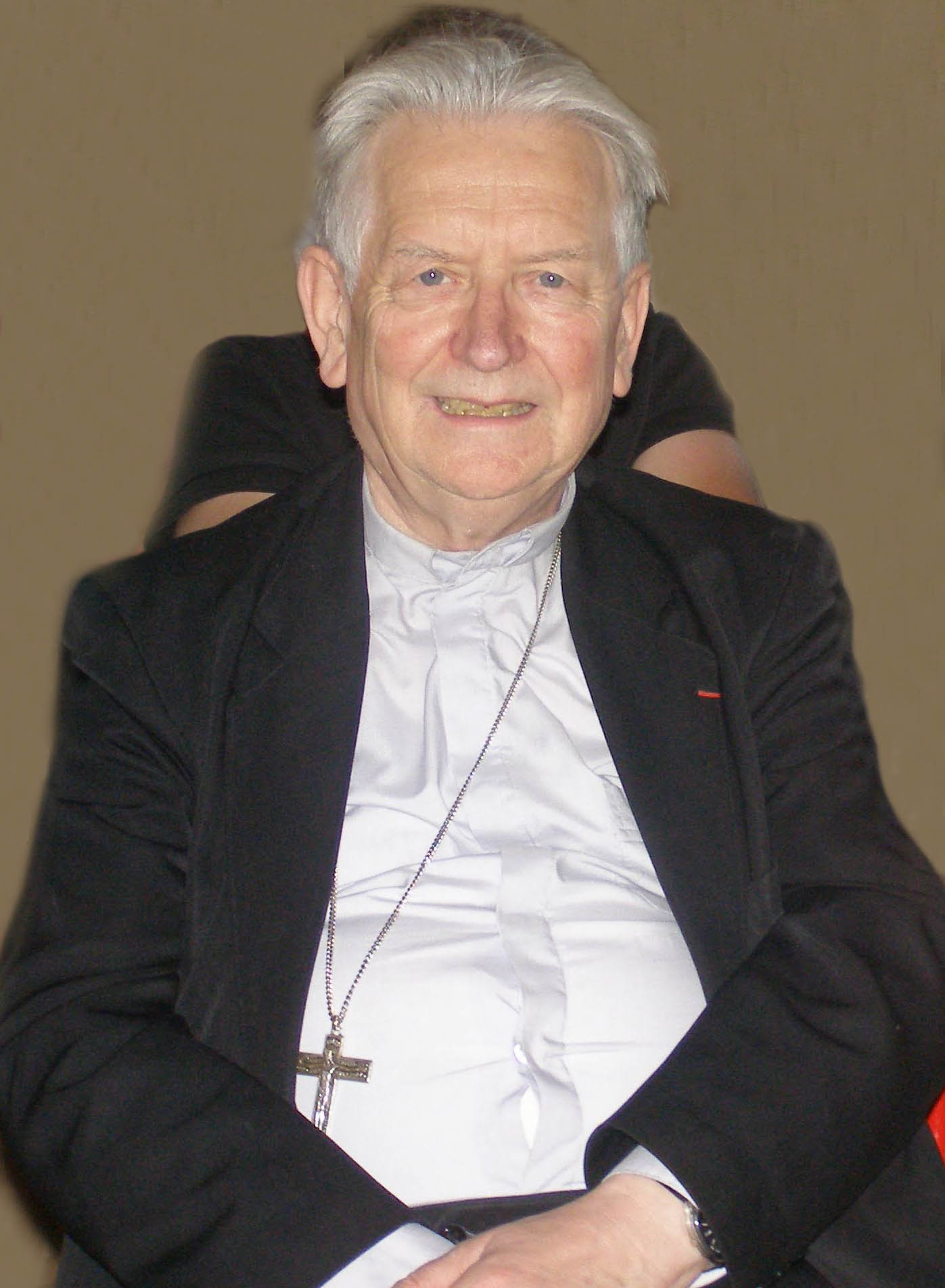
Pierre Joatton en 2006 lors d'une rencontre avec les animatrices en pastorale du diocèse de Saint-Étienne.

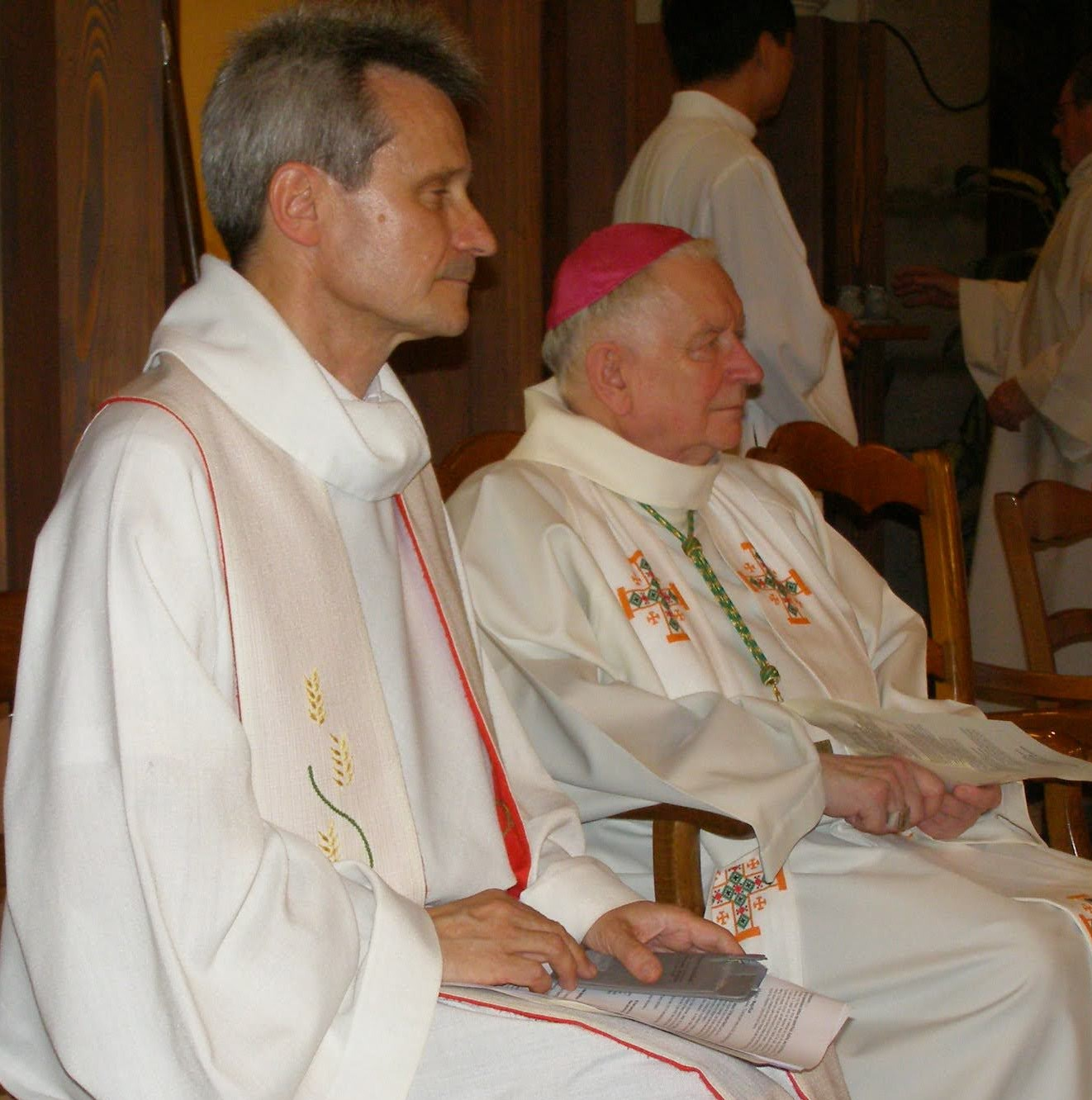
Pierre Joatton et son ancien vicaire général, le père Thierry Magnin en 2010, lors des 25 ans de sacerdoce du père Thierry Magnin.

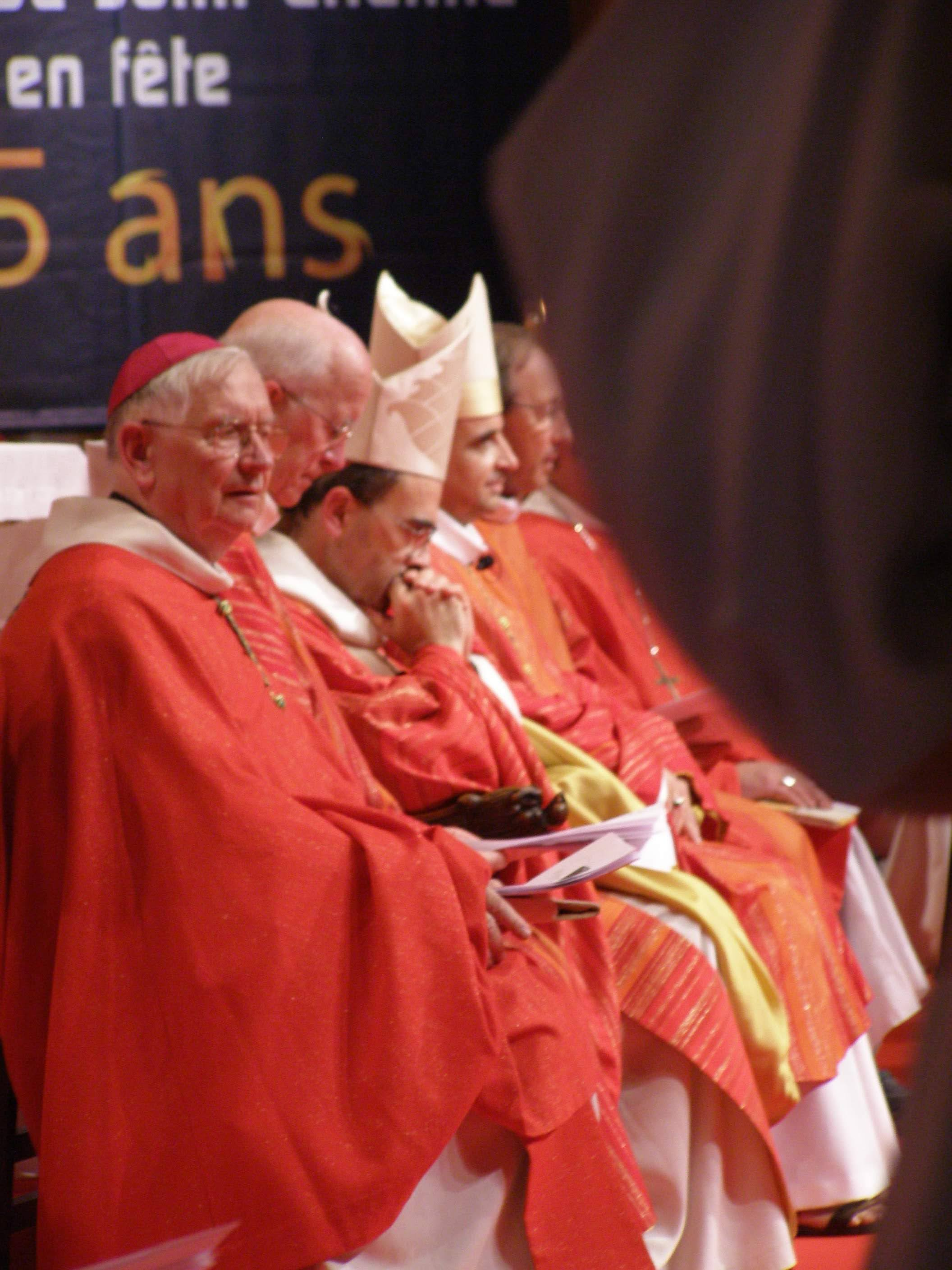
Pierre Joatton en 2006, lors de l'ordination de son successeur, Dominique Lebrun.

Pierre Joatton, né à Lyon dans le 1er arrondissement le 20 juillet 1930 et mort le  22 novembre 2013,, est un évêque catholique français, évêque de Saint-Étienne de 1988 à 2006.

## Biographie

### Enfance
Pierre Joatton est né à Lyon dans le quartier de la Croix-Rousse le 20 juillet 1930. Sa famille de neuf, enfants était profondément chrétienne notamment avec son père qui était professeur aux facultés catholiques de Lyon.
Il a également été scout de France, assistant du chef de troupe en 1948.[réf. nécessaire]

### Formation
Après être entré au séminaire du Prado à Limonest dans le Rhône, il poursuit sa formation au séminaire universitaire de Lyon où il obtient une licence de théologie.
Ordonné prêtre pour l'Institut du Prado le 29 juin 1957 à Lyon par le cardinal Pierre-Marie Gerlier, il s'est engagé définitivement dans la spiritualité du père Chevrier le 7 octobre 1958. En 1970 il a été incardiné au diocèse de Lyon par le cardinal Alexandre Renard.

### Principaux Ministères
Son ministère sacerdotal a été partagé entre la Société du Prado et le diocèse de Lyon. Il a en effet été professeur au séminaire du Prado, chargé du noviciat et de la formation des Frères du Prado en 1964, chargé de la paroisse Notre-Dame de l'Assomption à Lyon en 1970, vicaire épiscopal en 1979 et vicaire général du diocèse de Lyon de 1982 à 1988.
Nommé évêque de Saint-Étienne par Jean-Paul II le 20 avril 1988, il a été consacré le 26 juin suivant par le cardinal Albert Decourtray, archevêque de Lyon. 
Il s'est retiré, pour raison d'âge, le 28 juin 2006.
Sa devise est : « Dans la foi de Marie et des Apôtres ».
Au sein de la Conférence des évêques de France, il a été président de la commission pour la Pastorale des migrants et des gens du voyage, puis de la commission pour la Mission en monde ouvrier, et enfin membre de la commission pour les Mouvements et associations de fidèles et membre du Conseil permanent.

### Distinction
Chevalier de la Légion d'honneur (décret du 25 mars 2005) au titre de « 45 ans d'activités professionnelles et de ministère ecclésiastique ».